# Préparation de Dalibour
La préparation de Dalibour est une préparation dermatologique hydratante et antiseptique à base de sulfate de cuivre, sulfate de zinc et d'oxyde de zinc. 
On utilise cette préparation sous forme d'eau ou de pommade. Ce sont des préparations magistrales ou elles sont faites industriellement.
La préparation porte le nom du chirurgien Jacques Dalibour reçu maître chirurgien à Paris en 1677. Formé auprès de la Confrérie de Saint-Cosme et de Saint-Damien, première association professionnelle de chirurgiens en France, il fut nommé major de la Compagnie des Gens d’Armes de la Garde royale. Il est décédé en  1735.
En 1741, six ans après la mort de Jacques Dalibour, le vétérinaire François Alexandre de Garsault (1693-1778) dévoila la première formule connue de ce qu’il nomme « Eau d’Alibour ou eau de merveille ». 